# Henniker (CDP)
Henniker CDP ist ein Census-designated place (CDP) in der Town of Henniker im Merrimack County im US-Bundesstaat New Hampshire. Die Volkszählung von 2020 erfasste 3.166 Einwohner. Der CDP wurde im Jahr 2002 erstmals vom Census definiert. Er umfasst den Kernort der Town of Henniker.

## Lage
Der Ort liegt bei den Koordinaten 43° 10' 53.46" Nord und 71° 49' 7.74" West auf einer Höhe von 133 Metern über dem Meeresspiegel westlich von Concord am Contoocook River. Die 3,7 km² große Fläche des Gebietes beinhaltet laut Census keine Wasserfläche. Die US-202, die hier mit der New Hampshire Route NH-9 zusammen liegt, bildet einen Teil der Nordgrenze des Gebietes und wird hier von der NH-114 gekreuzt.